# 100 největších Britů
100 největších Britů (angl. 100 greatest Britons) je anketa, kterou uspořádala BBC, aby v ní její publikum určilo, které osobnosti považuje za největší Brity všech dob. V soutěži významně bodovalo i několik Nebritů, resp. naturalizovaných Britů, mimo jiné Irové Bono Vox a Bob Geldof a Freddie Mercury, který se narodil na Zanzibaru rodičům indicko-íránského původu. Anketa posléze inspirovala vznik podobných soutěží v dalších státech, jako byly např. Největší Čech stanice ČT1 a Velcí Finové společnosti Yleisradio. Za největšího Brita všech dob byl vybrán Winston Churchill

## Výsledky

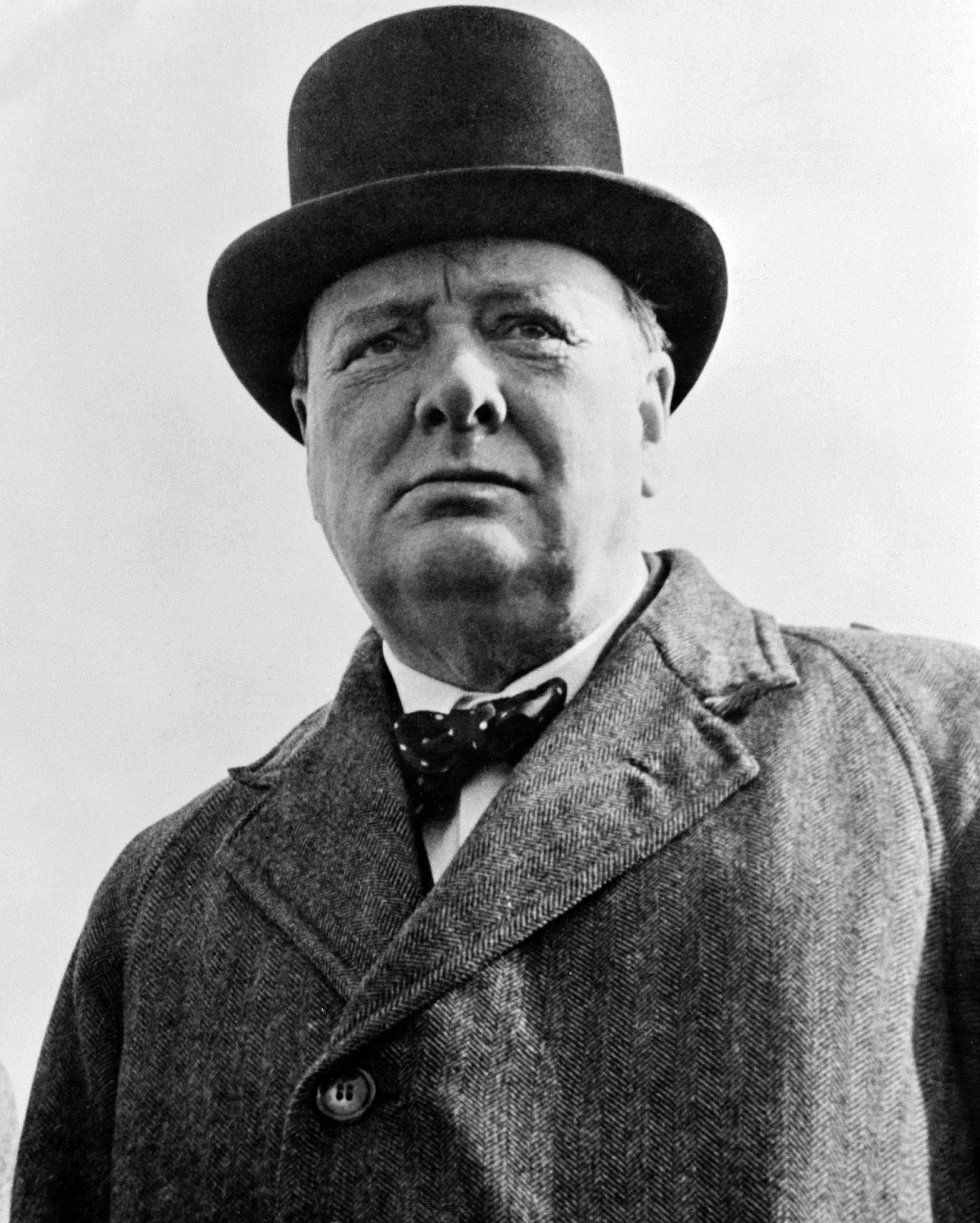
Winston Churchill

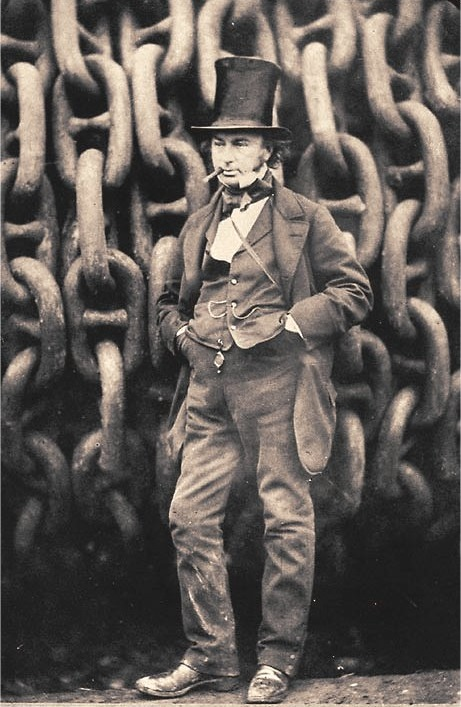
Isambard Kingdom Brunel

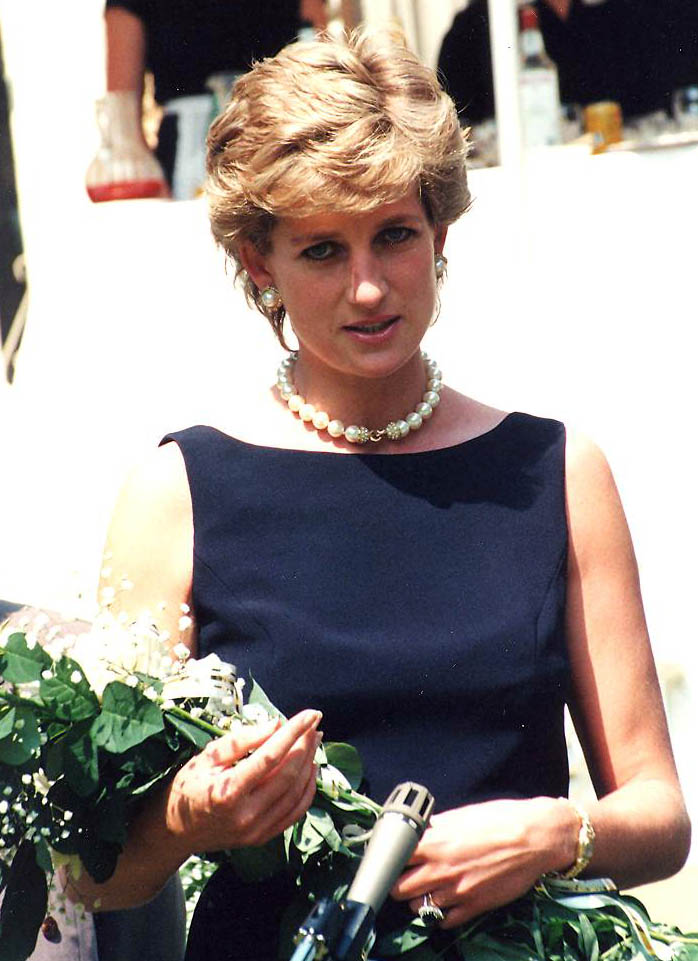
princezna Diana

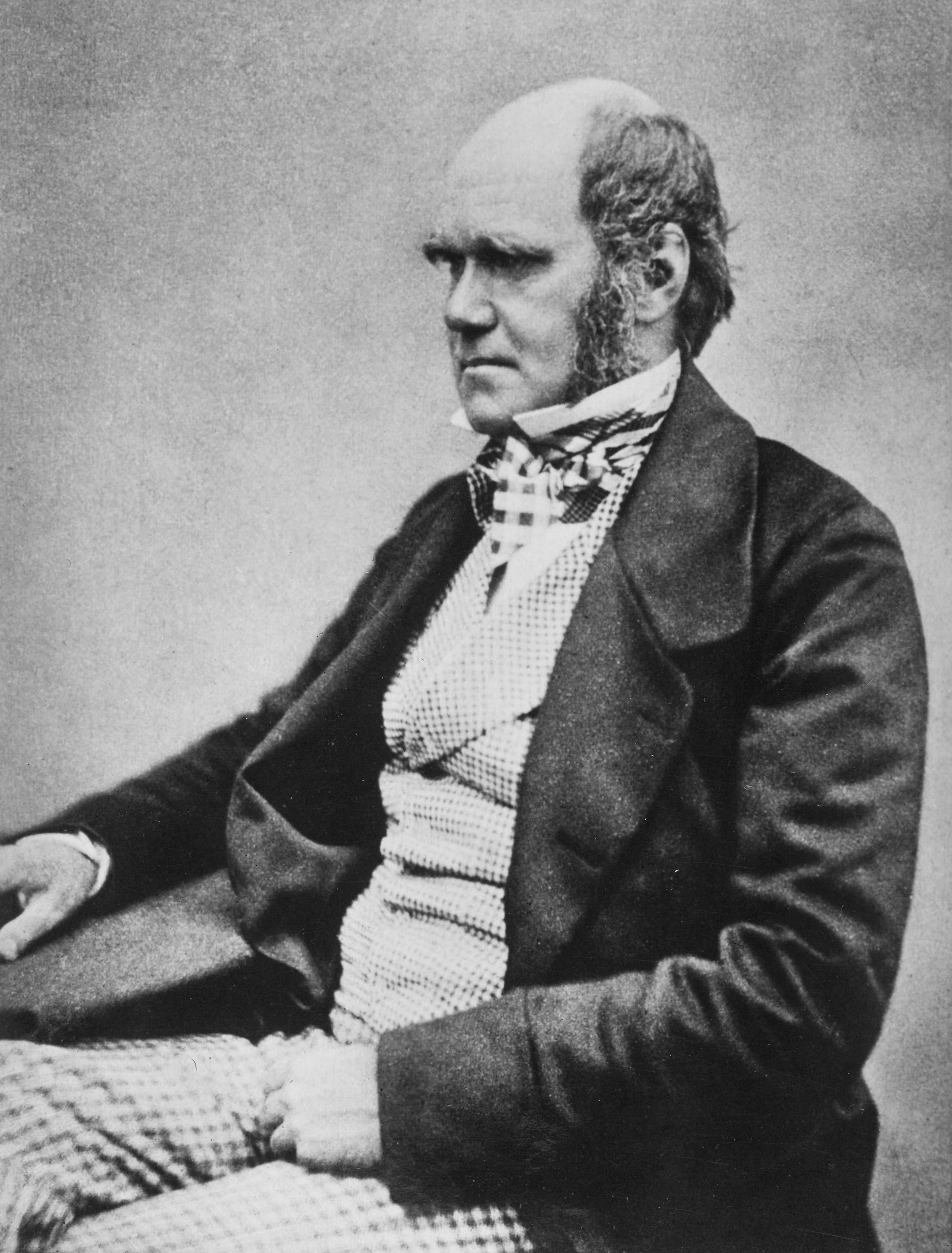
Charles Darwin

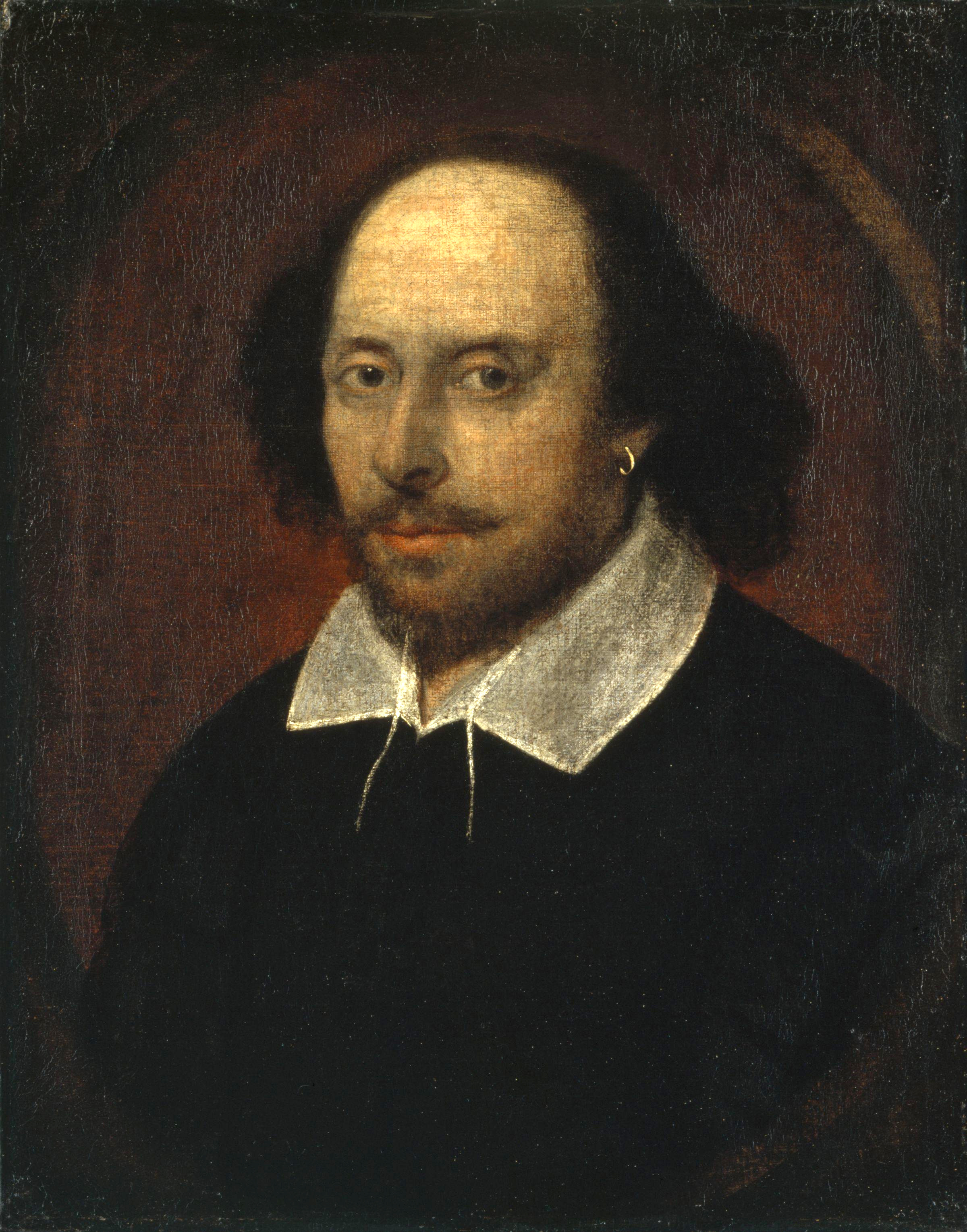
William Shakespeare

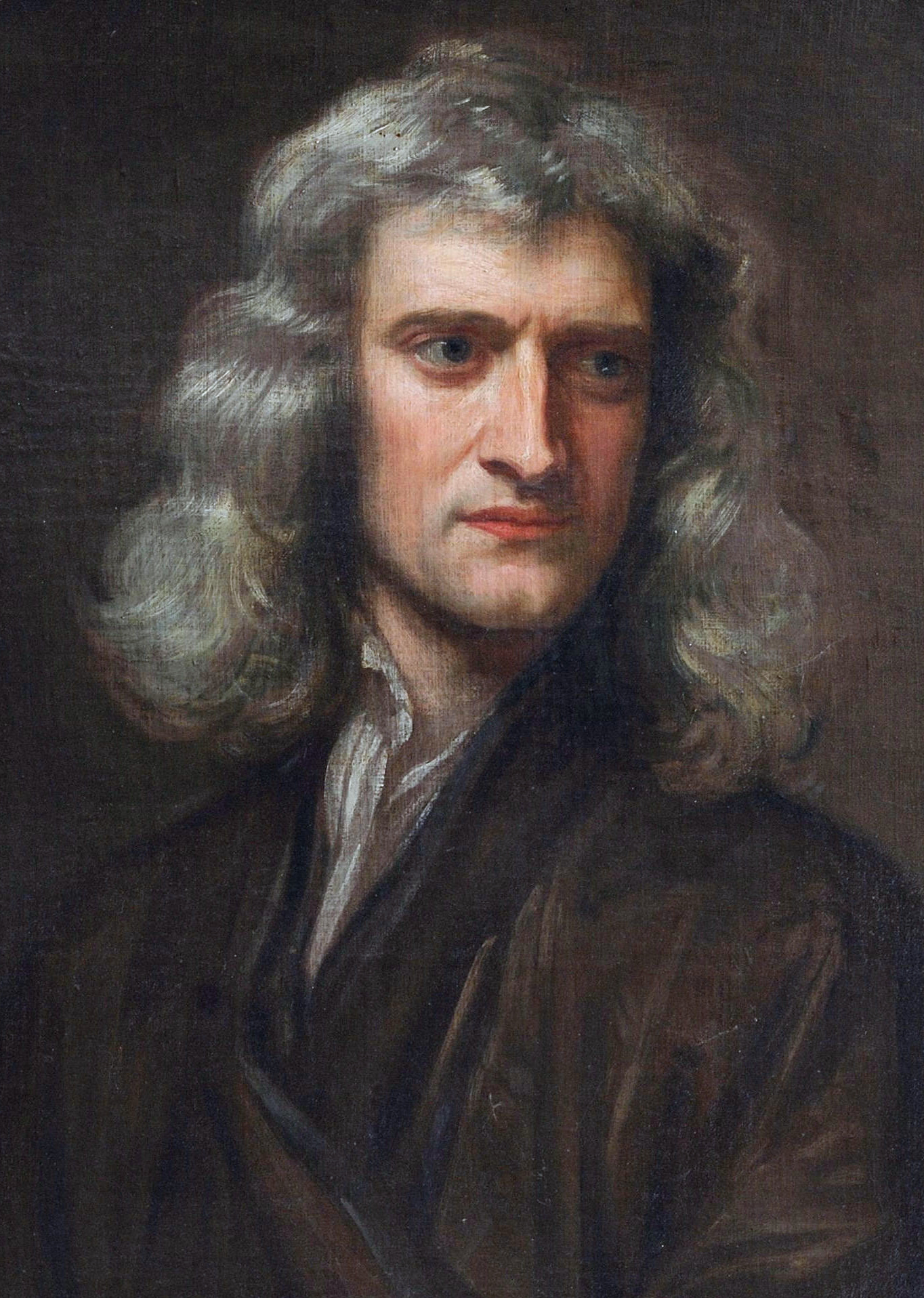
Isaac Newton

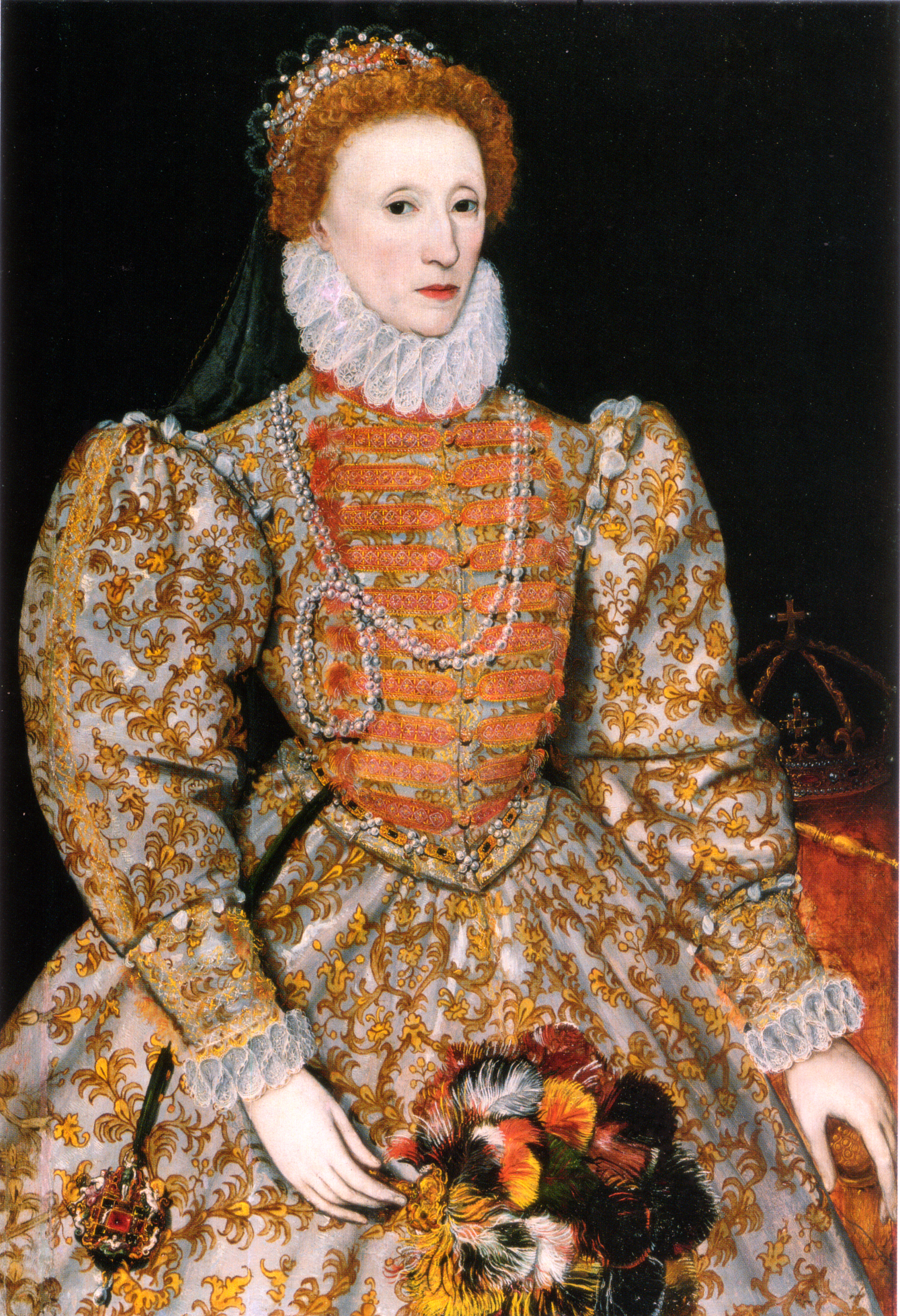
Alžběta I.

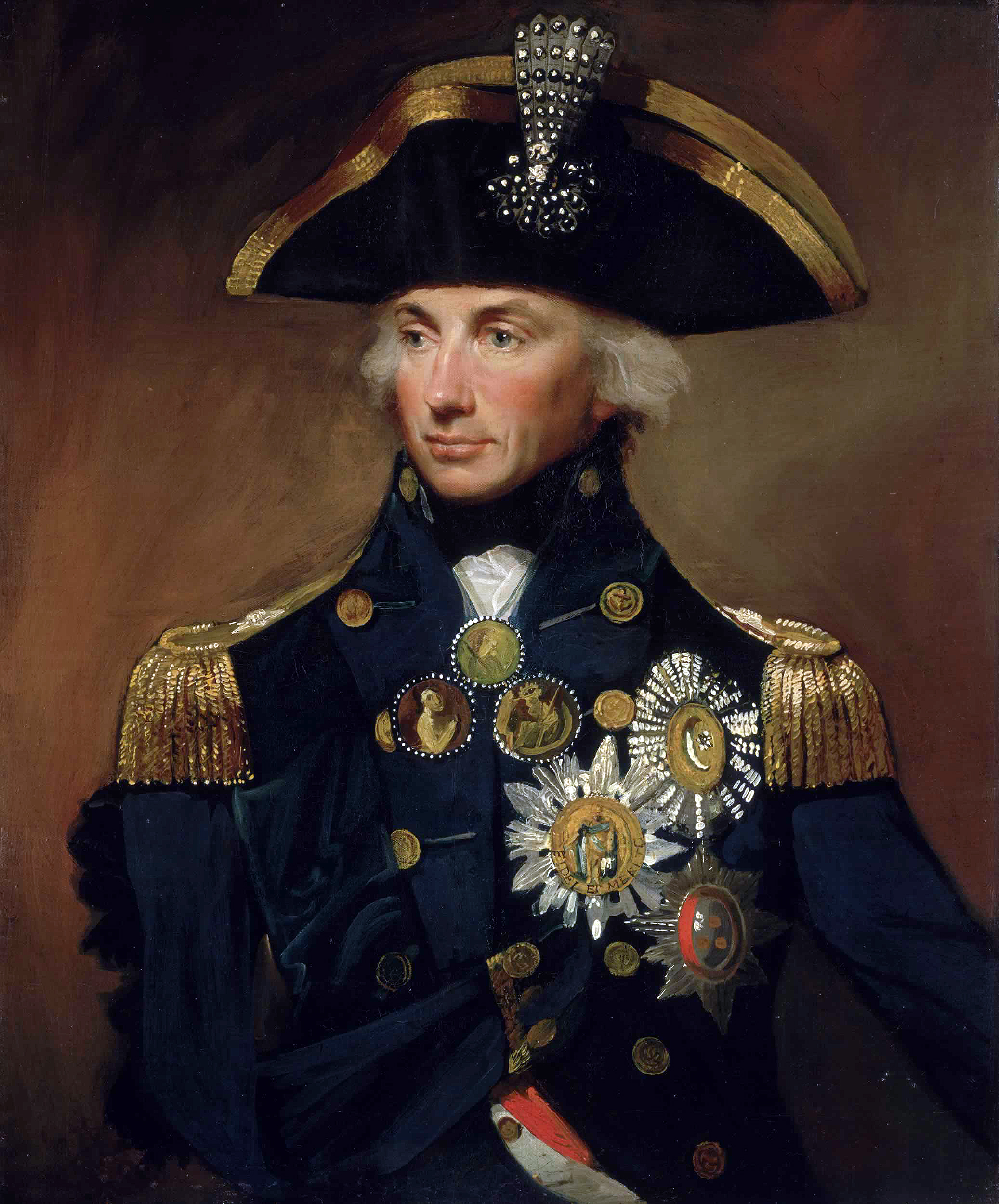
Horatio Nelson

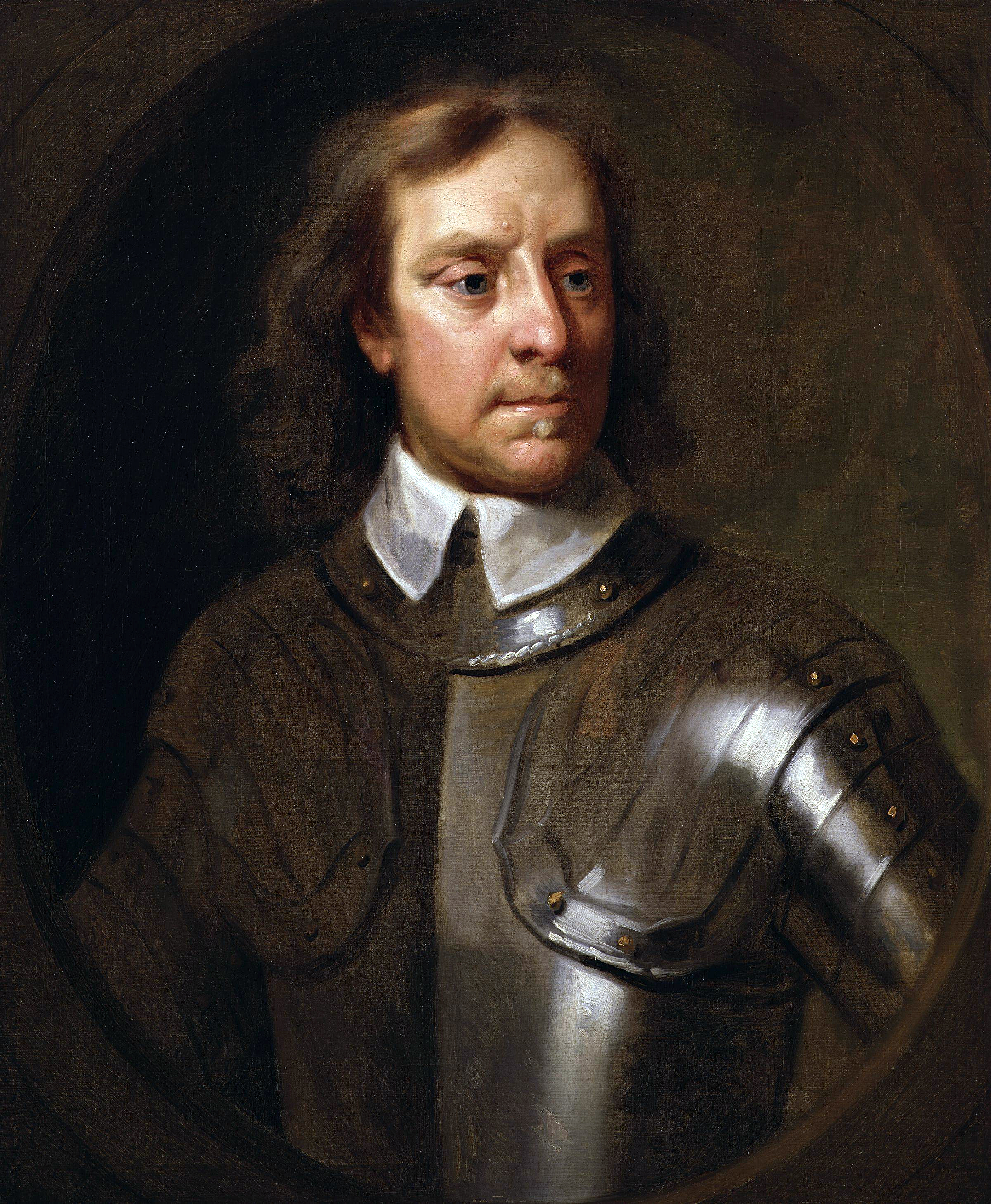
Oliver Cromwell

1. Winston Churchill (1874–1965), britský premiér
2. Isambard Kingdom Brunel (1806–1859), inženýr, tvůrce Velké západní železnice (Great Western Railway)
3. princezna Diana (1961–1997)
4. Charles Darwin (1809–1882), přírodovědec, postulátor darwinistické evoluční teorie
5. William Shakespeare (1564–1616), anglický básník a dramatik
6. Isaac Newton (1643–1727), fyzik
7. Alžběta I. (1533–1603), královna Anglie (1558–1603)
8. John Lennon (1940–1980), člen skupiny Beatles
9. Horatio Nelson (1758–1805), admirál
10. Oliver Cromwell (1599–1658), Lord protektor
11. Ernest Henry Shackleton (1874–1922), polární cestovatel a objevitel
12. James Cook (1728–1779), mořeplavec
13. Robert Baden-Powell (1857–1941), zakladatel skautingu
14. Alfréd Veliký (849?–899), král Wessexu (871–899)
15. Arthur Wellesley, 1. vévoda z Wellingtonu (1769–1852), vojevůdce a státník
16. Margaret Thatcherová (* 3) (1925–2013), britská premiérka (1979–1990)
17. Michael Crawford (* 1942), herec
18. Královna Viktorie (1819–1901), britská královna (1837–1901)
19. Paul McCartney (* 1942), člen skupiny Beatles
20. Alexander Fleming (1881–1955), objevitel penicilinu
21. Alan Turing (1912–1954), matematik
22. Michael Faraday (1791–1867), fyzik
23. Owain Glyndŵr (1359–1416), princ z Walesu
24. Alžběta II. (*10) (1926–2022), britská královna (1952–2022)
25. Stephen Hawking (1942–2018), teoretický fyzik
26. William Tyndale (1494–1536), překladatel Bible
27. Emmeline Pankhurstová (1858–1928), sufražetka
28. William Wilberforce (1759–1833), politik
29. David Bowie (1947–2016) hudebník
30. Guy Fawkes (1570–1606), revolucionář
31. Leonard Cheshire (1917–1992), letec a organizátor charitativních akcí
32. Eric Morecambe (1926–1984), komik
33. David Beckham (*91) (* 1975), fotbalista
34. Thomas Paine (1737–1809), politický filosof
35. Boudicca († 60), královna Icenů, vůdkyně povstání proti Římu
36. Steve Redgrave (* 1962), veslař
37. Thomas More (1478–1535), právník, politik a katolický světec a mučedník
38. William Blake (1757–1827), spisovatel
39. John Harrison (1693–1776), tesař, hodinář a vynálezce
40. Jindřich VIII. Tudor (1491–1547), anglický král (1509–1547)
41. Charles Dickens (1812–1870), spisovatel
42. Frank Whittle (1907–1996), vynálezce
43. John Peel (1939–2004), diskžokej
44. John Logie Baird (1888–1946), skotský inženýr, vynálezce prvního televizoru
45. Aneurin Bevan (1897–1960), politik
46. Boy George (* 1961), zpěvák-skladatel
47. Douglas Bader (1910–1982), válečný pilot
48. William Wallace (c. 1270–1305), Ochránce Skotska
49. Francis Drake (c. 1540–1596), mořeplavec
50. John Wesley (1703–1791), vůdce metodistů
51. Král Artuš, legendární král z dob po odchodu Římanů
52. Florence Nightingalová (1820–1910), ošetřovatelka
53. Thomas Edward Lawrence (1888–1935), arabista a válečník
54. Robert Falcon Scott (1868–1912), polární cestovatel a objevitel
55. Enoch Powell (1912–1998), politik
56. Cliff Richard (*29) (* 1940), zpěvák
57. Alexander Graham Bell (1847–1922), vynálezce
58. Freddie Mercury (1946–1991), zpěvák skupiny Queen
59. Julie Andrewsová (* 1935), herečka a zpěvačka
60. Edward Elgar (1857–1934), hudební skladatel
61. Elizabeth Bowes-Lyon (1900–2002), královna matka
62. George Harrison (1943–2001), člen Beatles
63. David Attenborough (* 1926), moderátor, přírodovědec
64. James Connolly (1868–1916), irský revolucionář
65. George Stephenson (1781–1848), vynálezce
66. Charlie Chaplin (1889–1977), komik
67. Tony Blair (*1) (* 1953), britský premiér (1997–2007)
68. William Caxton (c. 1415~1422–c. 1492), první anglický knihtiskař
69. Bobby Moore (1941–1993), fotbalista
70. Jane Austen (1775–1817), spisovatelka
71. William Booth (1829–1912), zakladatel Armády spásy
72. Jindřich V. Plantagenet (1387–1422), anglický král (1413–1422)
73. Aleister Crowley (1875–1947), okultista a spisovatel
74. Robert I. Skotský (1274–1329), skotský král
75. Bob Geldof (* 1951), zpěvák, herec
76. Neznámý vojín
77. Robbie Williams (*17) (* 1974), zpěvák-skladatel
78. Edward Jenner (1749–1823), průkopník vakcinace
79. David Lloyd George (1863–1945), britský premiér (1916–1922)
80. Charles Babbage (1791–1871), matematik, (první s nápadem sestrojit programovatelný počítač)
81. Geoffrey Chaucer (c. 1343–1400), spisovatel
82. Richard III. (1452–1485), anglický král, (vládl 1483–1485)
83. Joanne Rowlingová (* 1965), spisovatelka
84. James Watt (1736–1819), vynálezce
85. Richard Branson (*86) (* 1950), podnikatel
86. Bono Vox (* 1960), zpěvák a filantrop z Irska
87. Johnny Rotten (* 1956), zpěvák
88. Bernard Montgomery (1887–1976), maršál
89. Donald Campbell (1921–1967), automobilový závodník
90. Jindřich II. Plantagenet (1133–1189), anglický král (1154–1189)
91. James Clerk Maxwell (1831–1879), fyzik
92. J.R.R. Tolkien (1892–1973), spisovatel a filolog
93. Walter Raleigh (1552–1618), spisovatel, cestovatel
94. Eduard I. (1239–1307), anglický král (1272–1307)
95. Barnes Wallis (1887–1979), vědec a vynálezce
96. Richard Burton (1925–1984), herec
97. Tony Benn (1925–2014), politik
98. David Livingstone (1813–1873), misionář a cestovatel
99. Tim Berners-Lee (* 1955), tvůrce World Wide Webu
100. Marie Stopesová (1880–1958), paleobotanička, propagátorka antikoncepce
101. John Cleese (* 1939), herec a komik
102. Clive Sinclair (1940–2021), vynálezce

Některé z těchto osobností zabodovaly zároveň v anketě 100 nejhorších Britů, v níž drtivě zvítězil Tony Blair (zde 67.) Jsou označeni (*) a pozicí, kterou získaly.